# Hieracium staui
Hieracium staui là một loài thực vật có hoa trong họ Cúc. Loài này được Belli mô tả khoa học đầu tiên năm 1904.